# Mechiel Versluis
Pieter Gilles Versluis –conocido como Mechiel Versluis– (Ooststellingwerf, 29 de julio de 1987) es un deportista neerlandés que compitió en remo.
Participó en tres Juegos Olímpicos de Verano, obteniendo una medalla de bronce en Río de Janeiro 2016, en la prueba de ocho con timonel, el quinto lugar en Londres 2012 (cuatro sin timonel) y el quinto en Tokio 2020 (ocho con timonel).
Ganó tres medallas en el Campeonato Mundial de Remo entre los años 2013 y 2019, y seis medallas en el Campeonato Europeo de Remo entre los años 2013 y 2021.

## Palmarés internacional
| Juegos Olímpicos   | Juegos Olímpicos         | Juegos Olímpicos  | Juegos Olímpicos   |
| Año                | Lugar                    | Medalla           | Prueba             |
| ------------------ | ------------------------ | ----------------- | ------------------ |
| 2016               | Río de Janeiro (Brasil)  | Medalla de bronce | Ocho con timonel   |
| Campeonato Mundial |                          |                   |                    |
| Año                | Lugar                    | Medalla           | Prueba             |
| 2013               | Chungju (Corea del Sur)  | Medalla de oro    | Cuatro sin timonel |
| 2015               | Aiguebelette (Francia)   | Medalla de bronce | Ocho con timonel   |
| 2019               | Ottensheim (Austria)     | Medalla de plata  | Ocho con timonel   |
| Campeonato Europeo |                          |                   |                    |
| Año                | Lugar                    | Medalla           | Prueba             |
| 2013               | Sevilla (España)         | Medalla de oro    | Cuatro sin timonel |
| 2017               | Račice (República Checa) | Medalla de bronce | Ocho con timonel   |
| 2018               | Glasgow (Reino Unido)    | Medalla de plata  | Ocho con timonel   |
| 2019               | Lucerna (Suiza)          | Medalla de bronce | Ocho con timonel   |
| 2020               | Poznań (Polonia)         | Medalla de bronce | Ocho con timonel   |
| 2021               | Varese (Italia)          | Medalla de bronce | Ocho con timonel   |